# Чеснек
Чеснек (на унгарски: Csesznek; на немски: Zeßnegg, хърватски: Česneg) е село в Унгария, известно със средновековния си замък. Средновековната крепост на Чеснек е изградена през 1263 г. от барон Яков Чеснеки. Населението на селото е 570 жители по данни от преброяването през 2004 г.